# Naissance en 1073
Naissance
- 1069
- 1070
- 1071
- 1072
- 1073
- 1074
- 1075
- 1076
- 1077

Cette page dresse une liste de personnalités nées au cours de l'année 1073 :

## En Europe
- Anastase IV, pape.
- Ermengarde de Nevers (ro), noble française.
- Léopold III d'Autriche, margrave d'Autriche.
- Magnus III de Norvège, roi de Norvège.

date incertaine
- vers 1073 : 
  - Alphonse Ier d'Aragon, roi d'Aragon et de Pampelune.
- en 1072 ou 1073 : 
  - David IV de Géorgie, cinquième roi de la Géorgie unifiée.

## En Afrique
- Abu Mansur Mauhub al-Jawaliqi (en),  grammairien arabe.
- Al-Tighnari, botaniste et biologiste.

## En Asie
- Amin al-Dawla ibn al-Tilmidh, médecin de Bagdad.
- Meng (en), impératrice chinoise.
- Shaykh Tabarsi